# Josef Hickersberger
Josef Hickersberger (Amstetten, Baixa Áustria, 27 de abril de 1948) é um ex-futebolista austríaco. Foi o treinador da Seleção Austríaca de Futebol na Eurocopa 2008, co-sediada na Áustria, e a primeira disputada por este país.

## Carreira
Integrante dos jogadores que defenderam o país na Copa do Mundo FIFA de 1978, já havia treinado a equipe também na Copa de 1990. Hickersberger é casado e tem uma filha (Michaela) e um filho (Thomas). treinou a Seleção do Bahrein e atualmente o Al-Wahda.

## Títulos

### Jogador
- Copa da Áustria: 1968–69, 1970–71, 1978–79
- Campeonato Austríaco: 1968–69, 1969–70, 1981–82

### Treinador
- Copa da Áustria: 1993–94
- Bahraini Premier League: 1995–96
- Qatari League: 2001–02
- Campeonato Austríaco: 2004–05